# Alejandro y María Laura
Alejandro y María Laura es un dúo peruano de música indie folk formado en 2009 por el matrimonio compuesto por Alejandro José Rivas Alván (Lima, 13 de septiembre de 1986) y María Laura Bustamante de Almenara (Lima, 5 de abril de 1986), ambos cantautores y residentes en Paiporta, Valencia, España.

## Historia
En el 2004, Alejandro Rivas y María Laura Bustamante se conocieron mientras ambos estudiaban la carrera de Ciencias de la Comunicación en la Pontificia Universidad Católica del Perú. Ya para el 2009 comenzaron a hacer música juntos, versionando canciones de distintos géneros y colaborando en las composiciones del otro. Siendo estudiantes de Comunicación Audiovisual y Artes Escénicas, viajaron a Idaho para trabajar durante sus vacaciones y comenzaron a tocar en bares y restaurantes, cantando música en español. En poco tiempo se hicieron conocidos a nivel local y fueron invitados al Second Sun Valley Acoustic Music Weekend. Gracias a estas experiencias ambos deciden dedicarse a la música.
A fines del 2010, ya de regreso en Lima, realizaron el montaje En Pausa: proyecto final de la carrera de María Laura en artes escénicas, donde experimentaron con distintos estímulos para componer canciones. Durante ese proceso, escribieron canciones como Abre los ojos, Quiero estar sola y Estos días.
A inicios del 2011, Mabela Martínez los puso en contacto con Matías Cella para grabar su primer disco en Buenos Aires. El dueto regresa a Lima para lanzar Paracaídas en octubre del mismo año, seguido por el videoclip Estos días. El disco rápidamente encontró acogida en los medios, incluso logró ubicarse entre los diez más vendidos a nivel nacional, y les permitió consolidar su imagen dentro de la escena musical durante los próximos años. Continuando con la gira del álbum, durante el siguiente año hicieron conciertos en Cusco, Arequipa, Buenos Aires, Rosario, La Plata y Montevideo. En ese mismo año recibieron el premio Innovación del V Festival Claro y el premio Canteras por la canción "Jaula".
En el 2013 lanzaron el videoclip de Puedo estar sin ti, canción que luego entró en rotación radial en Perú. Ese mismo año comenzaron a trabajar en su segundo disco Fiesta para los muertos con colaboraciones de Susana Baca, Kevin Johansen y Javier Barría. El lanzamiento del disco fue en el Teatro Mario Vargas Llosa de la BNP.
En febrero del 2014 fueron invitados a Brasil por Paulinho Moska y compusieron una canción para el programa Encuentros en Brasil transmitido por HBO. Luego fueron invitados al festival "Indies del Sur" de Argentina. Más adelante lanzaron el videoclip de la canción Nadie puede amar a un fantasma y obtuvieron un premio Luces.
A inicios del 2017 lanzaron su tercer disco La casa no existe. Lo presentaron con un concierto en el teatro Pirandello el 8 de marzo.
En 2023 lanzaron su cuarto disco Madre Padre Marte. Lo presentaron con un concierto en el Gran Teatro Nacional el 1 de abril.
En 2024 lanzaron su quinto disco Dos hemisferios. Pocos meses después su hogar fue devastado por las Inundaciones de la DANA de 2024 en España donde perdieron cosas de valor material como instrumentos, equipo de audio, vinilos, así como objetos con  recuerdos irremplazables como juguetes de su hija, sus dibujos, y fotos. Después de pasar tal dificultad tan fuerte, varios artistas se solidarizaron a través de un concierto profondos llamado La casa sí existe en donde todo lo recaudado fue enviado al dúo con el fin de que recuperaran sus pertenencias para que sigan con sus proyectos musicales y personales. En 2025, el concierto profondos fue presentado en Perú, específicamente en el Gran Teatro Nacional.

## Discografía
| Año  | Álbum                   |
| ---- | ----------------------- |
| 2011 | Paracaídas              |
| 2013 | Fiesta para los muertos |
| 2017 | La casa no existe       |
| 2020 | María Laura             |
| 2023 | Madre Padre Marte       |
| 2024 | Dos hemisferios         |

## Premios y nominaciones
| Año  | Galardón                              | Categoría               | Trabajo nominado        | Resultado |
| ---- | ------------------------------------- | ----------------------- | ----------------------- | --------- |
| 2015 | Premios Generarock                    | Disco del año           | Fiesta para los muertos | Ganadores |
| 2014 | Premios Luces                         | Música: Mejor Grupo/Dúo | ---                     | Ganadores |
| 2012 | Premios Generarock                    | Video del Año           | Estos días              | Nominados |
| 2012 | V Festival Claro                      | Premio a la Innovación  | Paracaídas              | Ganadores |
| 2012 | II Concurso para Jóvenes Compositores | Vocal (Canción)         | Jaula                   | Ganadores |